# گراهام بروکهاوس
گراهام بروکهاوس (انگلیسی: Graham Brookhouse؛ زادهٔ ۱۹ ژوئن ۱۹۶۲) ورزشکار ورزش شنا اهل بریتانیا است.
وی در مسابقات کشوری و بین‌المللی در مجموع برندهٔ ۱ مدال برنز شده‌است.